# Langues sames
Cet article concerne les langues sames. Pour les peuples sames, voir Samis.
Les langues sames (ou « lapon(n)es », terme d'origine scandinave qui est considéré comme péjoratif ; en same du Nord sámegiella ou sápmelaš ou encore sápmi ou sámi) sont une famille de langues qui fait partie de la famille des langues finno-ougriennes. Elles sont parlées par environ 35 000 Samis exclusivement en Sápmi / Saebmie (autrefois appelée Laponie), une vaste région transnationale allant du centre de la Suède à l'extrémité de la péninsule de Kola (Russie), en passant par le nord de la Norvège et de la Finlande.

## Classification

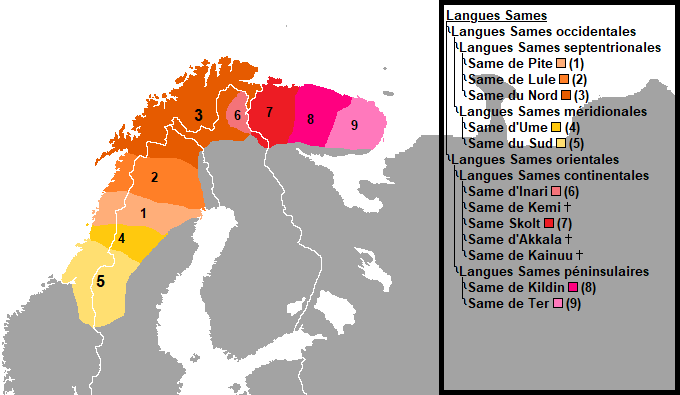
Carte des langues sames et leur classification

Distribution géographique des langues sames

Le same (prononcé : /sam/) se subdivise en neuf aires linguistiques (plus deux langues éteintes), parfois considérées comme des variantes  dialectales d'une même langue. Certains spécialistes, hors du conseil same et des institutions linguistiques norvégiennes et suédoises, les considèrent toutefois aujourd’hui comme des langues à part entière. Les langues sames sont classées de la manière suivante :
- groupe de l’est :
  - same d'Akkala (áhkkilsámegiella, éteint le 23 décembre 2003 avec le décès de Marja Sergina, à Babinsk, dans la Péninsule de Kola),
  - same d'Inari (anarâškielâ, 300 locuteurs[4], Finlande, autour du lac Inari),
  - same de Kemi (en) (éteint depuis plus d’un siècle),
  - same de Kildin (самь кӣлл sam’ kīll, 350 locuteurs[5], Russie, partie médiane de la Péninsule de Kola),
  - same skolt (nuortalašgiella, 300 locuteurs, nord de la Finlande et Russie),
  - same de Ter (saa´mekiill, deux locuteurs, Russie, partie orientale de la presqu’île de Kola) ;
- groupe de l’ouest :
  - sous-groupe du nord :
    - same de Lule (julevsábme, 2 000 locuteurs),
    - same du Nord (davvisámegiella, ou plus couramment davvisápmi, la variété la plus parlée : 30 000 locuteurs, essentiellement en Norvège, mais aussi en Suède et en Finlande),
    - same de Pite (bihtánsápmi ou biđonsámegiella, une vingtaine de locuteurs) ;

  - sous-groupe du sud :
    - same d'Ume (ubmisámegiella, une vingtaine de locuteurs) ;
    - same du Sud (åarjelsaemien gïele, 500 locuteurs, en Suède et en Norvège).

## Histoire

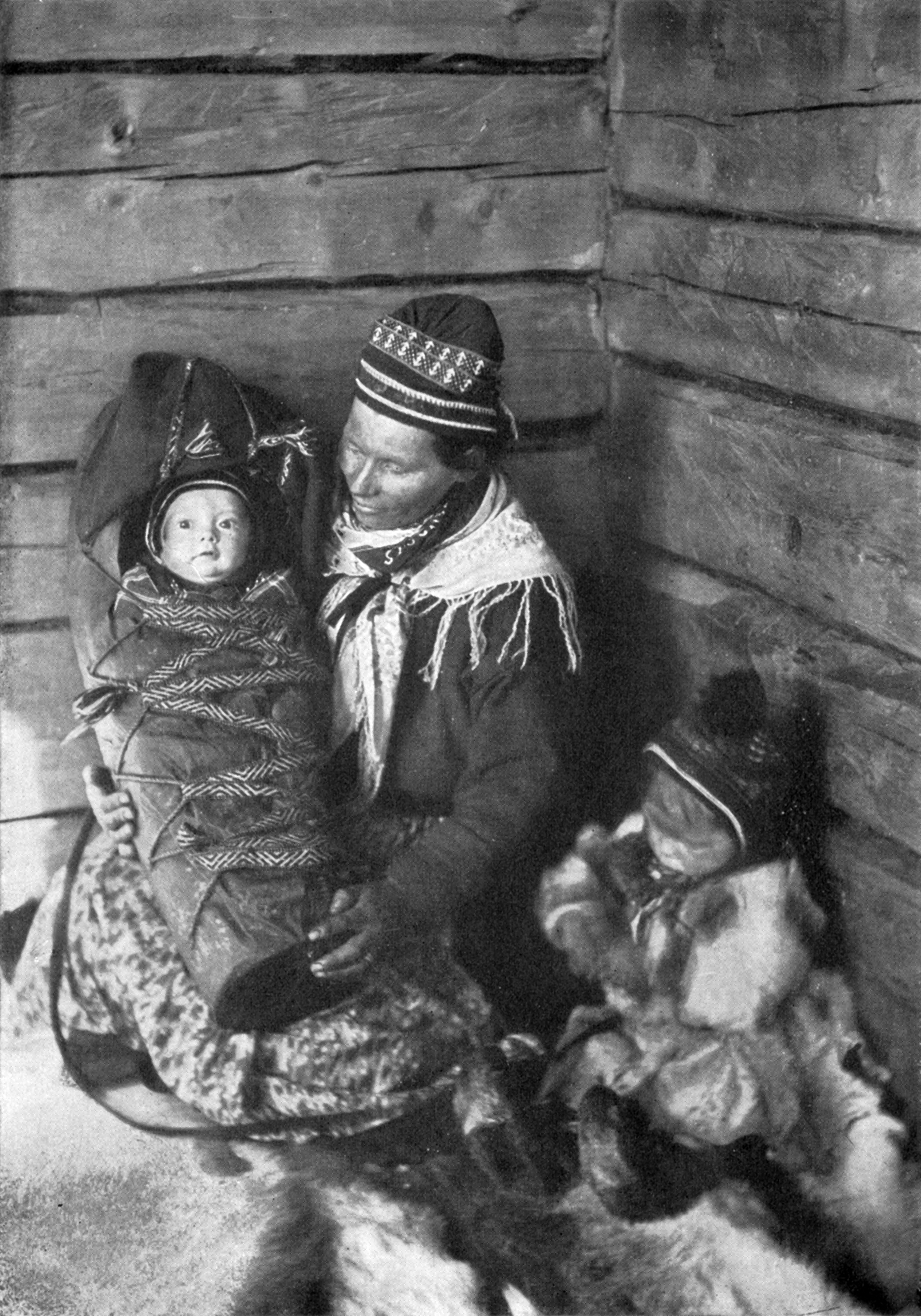
Mère et enfant, 1917

En 1948, les spécialistes des dialectes sames K. Bergsland et I. Ruong décident de réformer l'écriture du same du nord en vue de préserver la langue. Les Saami de Finlande, dont la tradition écrite est plus marquée, décident de rester à l'écart de cette réforme et choisissent de conserver leur orthographe basée sur leur propre phonétique. Les Saamis russes, de la péninsule de Kola, utilisaient un alphabet cyrillique adapté et n'étaient donc pas concernés par cette réforme.
Depuis 1979, le same du nord est officiellement employé par les trois pays nordiques et promu par les différentes administrations scolaires, les radios, la télévision et la presse écrite. Les institutions sami comme le conseil saami ou la Fédération nationale des Saami de Suède en ont fait leur langue officielle. Elle apparaît aussi dans la signalisation routière locale.

## Écriture

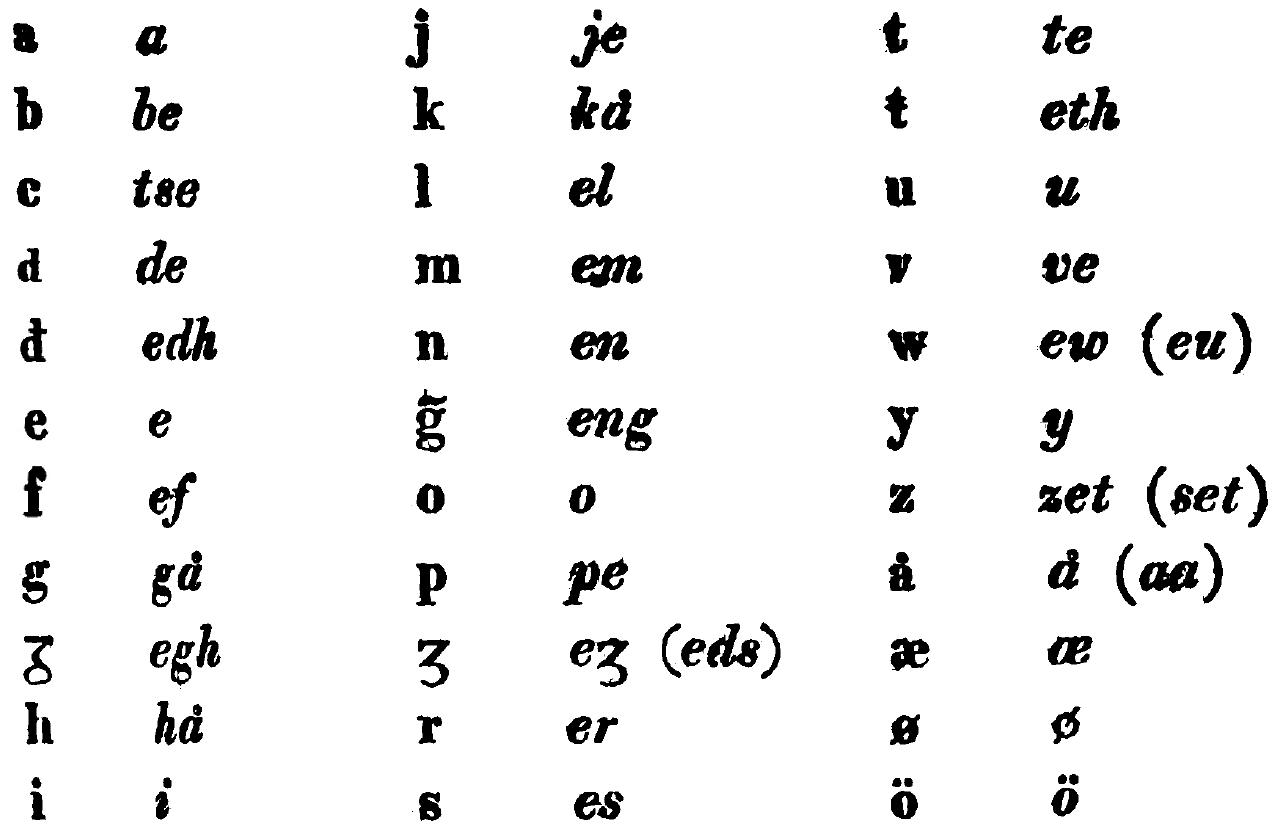
Alphabet utilisé par Rask en 1832 dans Ræsonneret lappisk sproglære.

Rasmus Rask, après avoir discuté avec Nils Vibe Stockfleth, définit, en 1832 dans Ræsonneret lappisk sproglære, une orthographe du same du Nord basée sur le principe de transparence orthographique, c’est-à-dire d’un graphème par son.
Nils Vibe Stockfleth (en), inspiré par Rask, reprend ce principe dans ces ouvrages linguistiques et sa traduction de l’Ancien Testament en same du Nord, remplaçant quelques graphèmes.

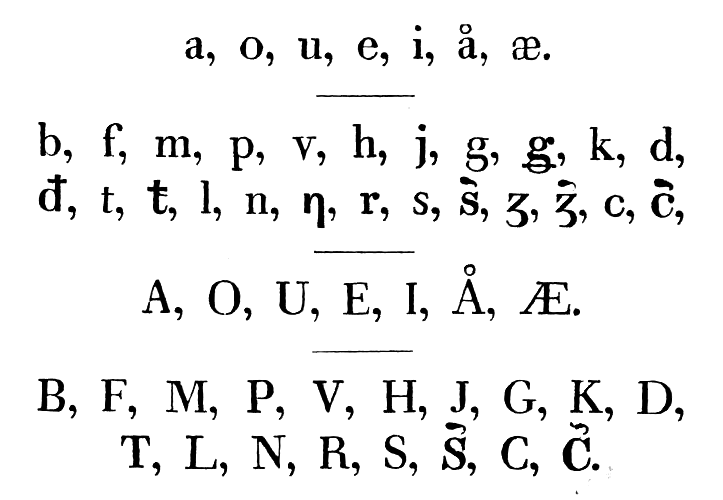
Alphabet utilisé par Stockfleth en 1837 dans Abes ja låkkam-girje.

Jens Andreas Friis, aidé de Hans Jacobsen Hætta et de locuteurs sames, retravaille et termine la traduction du Nouveau Testament de Stockfleth, et publie plusieurs ouvrages. Friis publie aussi un Ancien Testament avec Hætta et Just Knud Qvigstad en 1895.
Konrad Nielsen publie plusieurs grammaires et dictionnaires.
Depuis 1948, les langues sames des pays nordiques sont écrites au moyen de l'alphabet latin, complété de quelques lettres. Cet alphabet a subi quelques modifications en 1985.
Les caractères supplémentaires sont :
- Ń/ń (souvent remplacé par ñ ou ng, ou tout simplement inusitée)
- Á/á [æː]
- Č/č [tʃ]
- Đ/đ [ð]
- Ŋ/ŋ [ŋ]
- Š/š [ʃ]
- Ŧ/ŧ [θ]
- Ž/ž [dʒ]

N. B. : Si le [iː] est simplement redoublé "ii" à l'écrit, le "á" représente une voyelle longue mais a une aperture différente de son homologue court : á = [æː] (très ouvert, comme en finnois, entre ê et a dans "bar"), mais a = [ɑ], avec une couleur postérieure comme dans "pâte".
Plus rarement :
- Ä/ä
- Ö/ö
- Æ/æ

Les résidents de la péninsule de Kola utilisent un alphabet cyrillique adapté, Ainsi, un conte bilingue (sames de Kildin et du Nord) pour enfants, publié en 1994, est titré Мун ка̄нѣц / Mu ustibat[réf. nécessaire] (Mon ami), où l'on voit l'utilisation des macrons et de signes employés dans d'autres langues non-slaves.

## Exemples en same du Nord
| Mot              | Traduction   | Prononciation standard |
| ---------------- | ------------ | ---------------------- |
| terre            | eana         |                        |
| ciel             | albmi        |                        |
| eau              | čáhci        |                        |
| feu              | dolla        |                        |
| homme            | olmmái       |                        |
| femme            | nisson       |                        |
| manger           | borrat       |                        |
| boire            | juhkat       |                        |
| grand            | stuoris      |                        |
| petit            | uhcci        |                        |
| nuit             | idja         |                        |
| jour             | beaivi       |                        |
| lune             | mánnu        |                        |
| soleil           | beaivváš     |                        |
| vent             | biegga       |                        |
| neige            | muohta       |                        |
| montagne         | várri        |                        |
| forêt            | vuovdi       |                        |
| rivière          | johka        |                        |
| mer              | mearra       |                        |
| poisson          | guolli       |                        |
| barque           | fanas        |                        |
| renne            | boazu        |                        |
| scooter de neige | mohtorgielká |                        |
| chien            | łąy          |                        |
| maison, ferme    | dállu        |                        |
| tente            | goahti       |                        |
| famille          | bearaš       |                        |
| tribu            | čearda       |                        |
| groupe, village  | siida        |                        |

Il est difficile de trouver un cours de same (les meilleurs sont en norvégien bokmål, mais de bons cours de base sont également disponibles en anglais auprès du groupement d'éditeurs Davvi Girji o.s). Par ailleurs, il existe en français une introduction à la langue et à la culture same (du Nord, essentiellement) : Parlons lapon.

## Écrivains de langue same
- Liste d'écrivains norvégiens de langues sames